# پاتریک مایکل
پاتریک مایکل (انگلیسی: Patrick Michaels; ۱۵ فوریهٔ ۱۹۵۰ – ۱۶ ژوئیهٔ ۲۰۲۲) دانشمند در زمینه اقلیم‌شناسی اهل ایالات متحده آمریکا بود.